# Tillandsia ferreyrae
Tillandsia ferreyrae es una especie de planta epífita dentro del género  Tillandsia, perteneciente a la  familia de las bromeliáceas. Es originaria de Perú, donde se distribuye por el Departamento de Amazonas y Departamento de Cajamarca. 

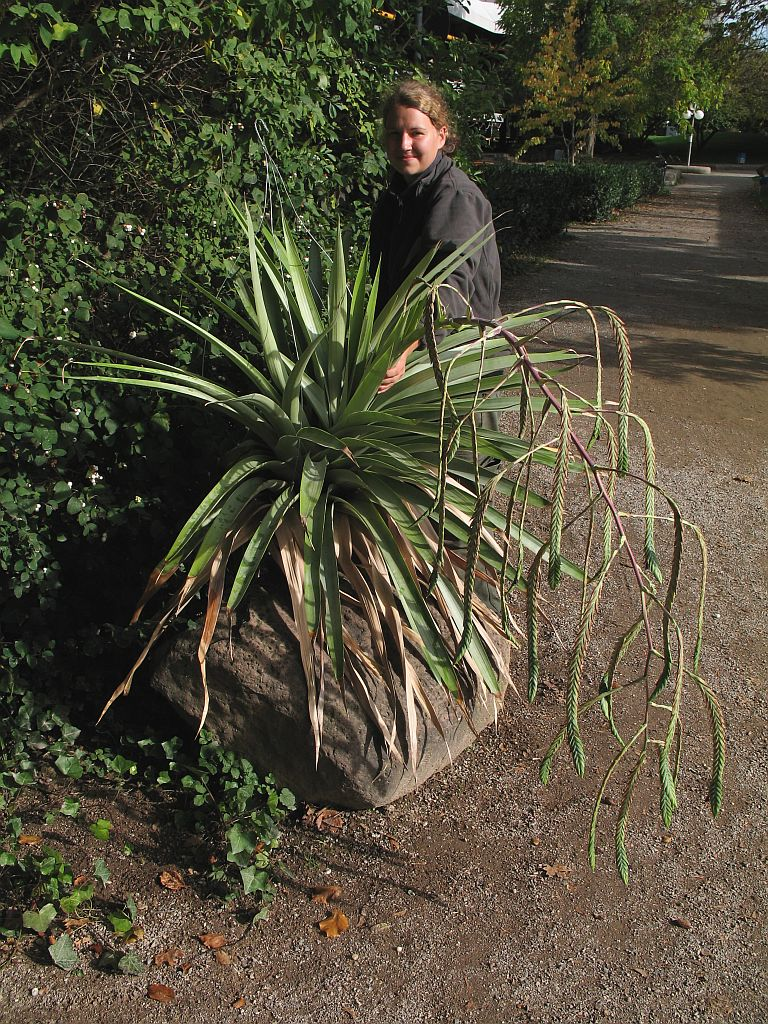
Vista de la planta

## Cultivares
- Tillandsia 'Rechoncho'[1]
- Tillandsia 'Royal Sceptre'[1]

## Taxonomía
Tillandsia ferreyrae fue descrita por Lyman Bradford Smith y publicado en Publicaciones del Museo de Historia Natural Javier Prado. Serie B. Botánica 16: 5, f. 9–11. 1964.
Etimología
Tillandsia: nombre genérico que fue nombrado por Carlos Linneo en 1738 en honor al médico y botánico finlandés Dr. Elias Tillandz (originalmente Tillander) (1640-1693).
ferreyrae: epíteto otorgado en honor del botánico Ramón Alejandro Ferreyra Huerta.